# Кремко, Виталий Ильич
Виталий Ильич Кремко (бел. Віталь Ільіч Крамко; 1 января 1941, Бережно, Барановичская область — 3 апреля 2009, Гродно) — председатель СПК «Октябрь-Гродно» Гродненского района, Герой Беларуси (2001).

## Биография
Родился 1 января 1941 года. В 17 лет начал работу рабочим на Кореличском известковом заводе. Спустя девять лет окончил Новогрудский сельскохозяйственный техникум, а в 1978 году Гродненский сельскохозяйственный институт по специальности учёный агроном.
С сентября 1984 года — председатель колхоза «Октябрь» Гродненского района (с июля 2003 года колхоз переименован в сельскохозяйственный производственный кооператив «Октябрь-Гродно»).
В 2004 году признан меценатом Гродненской области, благодаря поддержке которого оказывается поддержка культуры и искусства.
Умер 3 апреля 2009 года.

## Награды и звания
- Медаль «За доблестный труд» (1970)
- Два ордена Трудового Красного Знамени (1971, 1981)
- Орден Ленина (1987)
- Заслуженный работник сельского хозяйства Республики Беларусь (1996)
- Герой Беларуси (30 июня 2001) — за выдающиеся заслуги в развитии сельского хозяйства

## Память
Виталию Кремко поставлены памятники в деревне Квасовка и в городе Гродно, в 2010 году СПК «Октябрь-Гродно», было переименовано в Сельскохозяйственный производственный кооператив имени В. И. Кремко., именем В. И. Кремко названа улица в г. Гродно, а также с 2022 г. средняя школа № 40 г. Гродно и их пионерская дружина.
Ежегодная премия имени Героя Беларуси Виталия Ильича Кремко для особо одарённых детей.